# Georg Ernst Hinzpeter

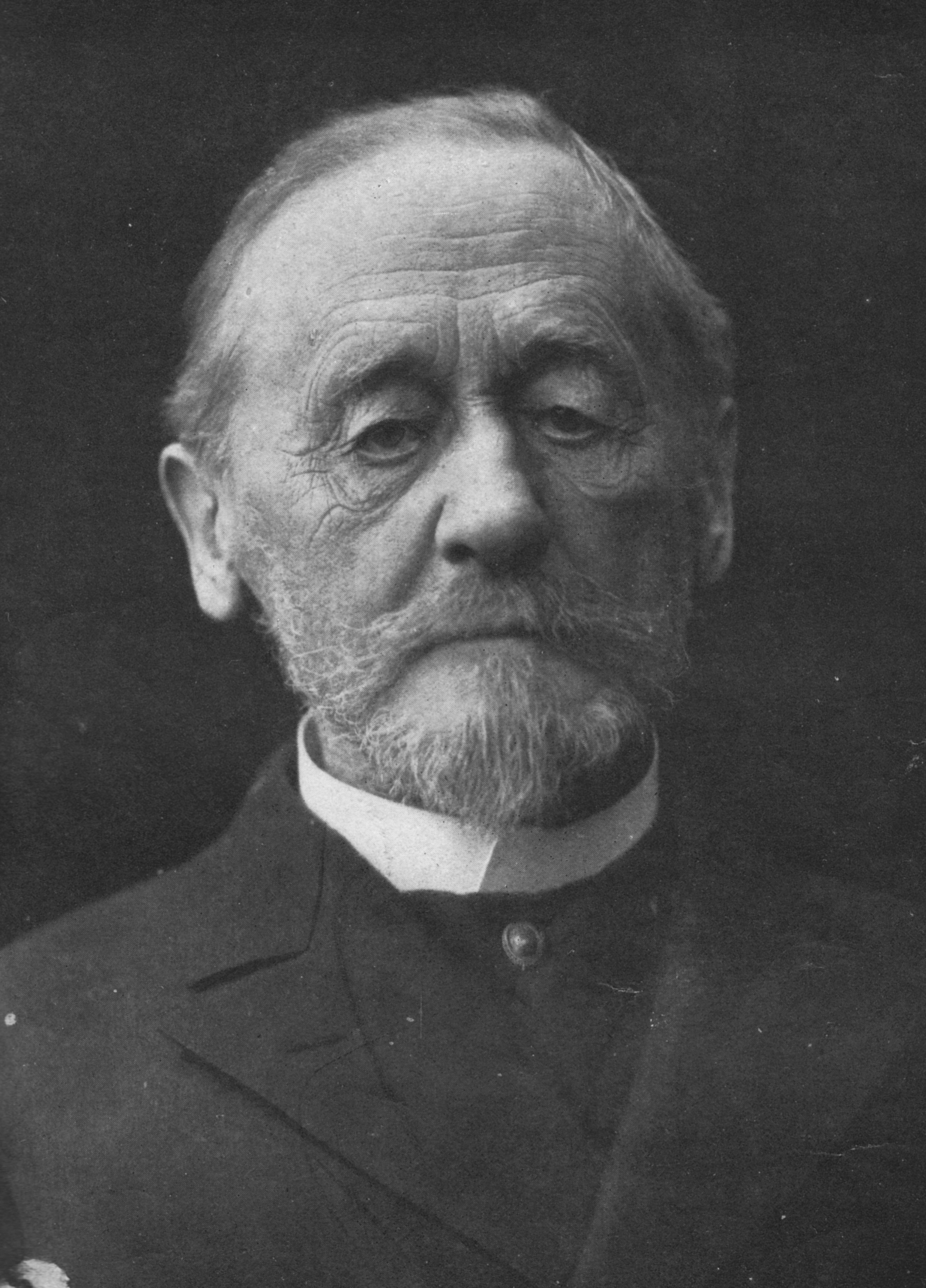
Georg Ernst Hinzpeter, ca. 1907

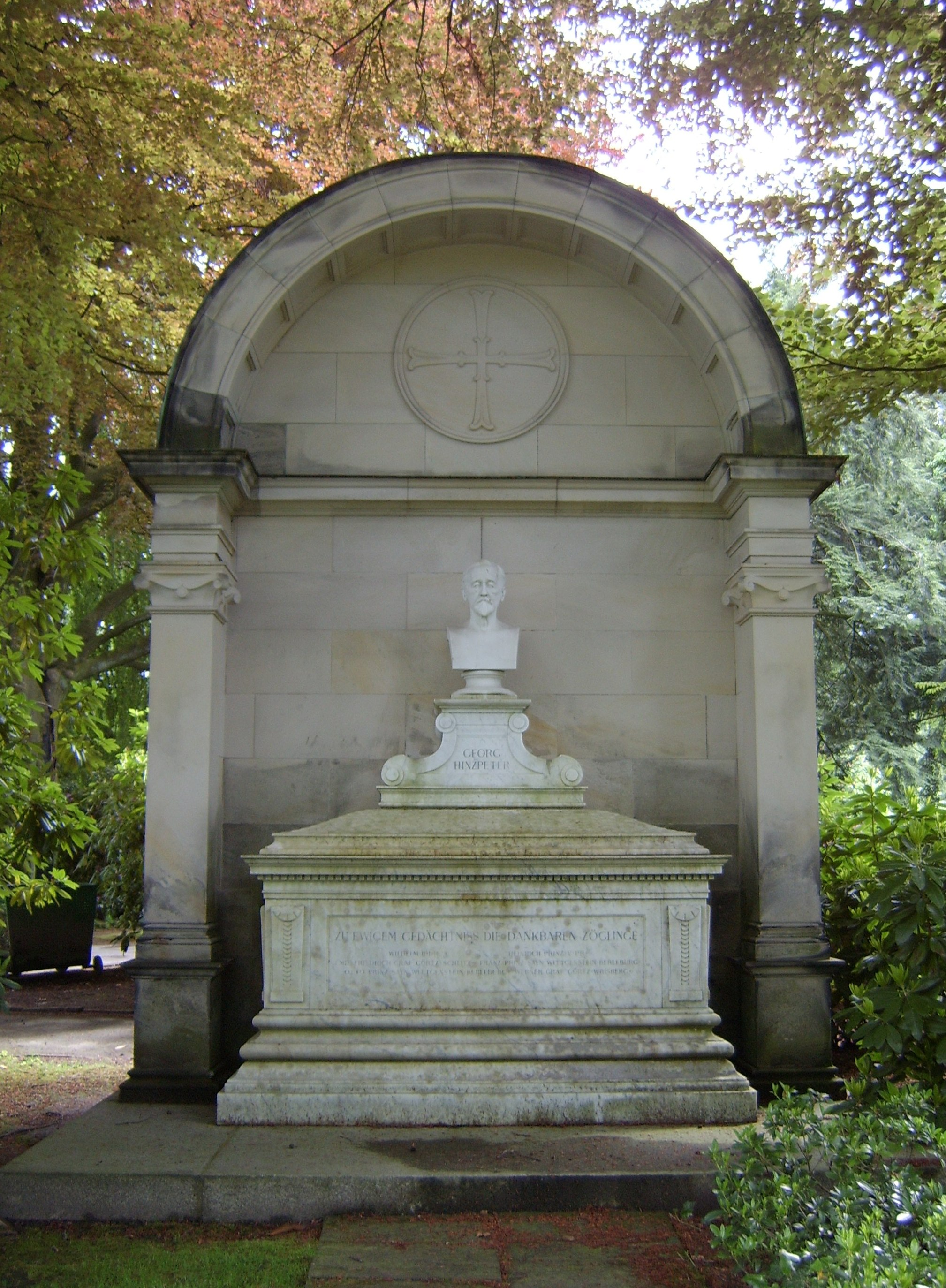
Grab von G.E.Hinzpeter auf dem Bielefelder Johannisfriedhof

Georg Ernst Hinzpeter (* 9. Oktober 1827 in Horst/Emscher; † 28. Dezember 1907 in Bielefeld) war ein deutscher Pädagoge. Er war der Erzieher Kaiser Wilhelms II.

## Leben
Georg Ernst Hinzpeter kam 1827 als Sohn des Bielefelder Gymnasiallehrers Friedrich Wilhelm Hinzpeter (1796–1870) und seiner Frau Klara Josephine (1788–1873), geborene Devens, im seit 1815 preußischen Horst/Emscher zur Welt. Nach der schulischen Ausbildung studierte er von 1847 bis 1850 Philosophie und klassische Philologie an der Friedrichs-Universität Halle-Wittenberg und der Friedrich-Wilhelms-Universität zu Berlin. Hinzpeter schloss das Studium mit Promotion in beiden Fächern ab. Nachdem er zunächst Hauslehrer der Prinzen Wittgenstein und dann der gräflichen Familie Görtz gewesen war, unterrichtete er einige Jahre am Bielefelder Ratsgymnasium. 
Seit 1875 war Hinzpeter mit Octavie Darcourt aus Paris verheiratet, der Französischlehrerin der Prinzen. Das Ehepaar hatte eine Tochter. 

## Kaiserlicher Erzieher
1866 berief der preußische Kronprinz Friedrich Wilhelm Hinzpeter zum Erzieher seiner Söhne Wilhelm und Heinrich. Diese Stellung behielt Hinzpeter, Wilhelm betreffend, bis zu dessen Volljährigkeit im Jahr 1877. Hinzpeter hatte erstmals den traditionell üblichen militärischen Erzieher für einen preußischen Prinzen verdrängt. Dies hatte die Mutter von Wilhelm II., Kronprinzessin Victoria, durchgesetzt. Sie schätzte die rigiden Erziehungsmethoden Hinzpeters als Ausgleich für die von ihr als Defizit wahrgenommene körperliche Behinderung Wilhelms II. Hinzpeters – aus heutiger Sicht – recht drastischen Erziehungsmethoden, seine calvinistisch geprägte, spartanische, auf Selbstkasteiung zielende lustfeindliche Erziehung könnte zu der unausgeglichenen Psyche des späteren Kaisers beigetragen haben.
Nachdem Wilhelm 1888 den Thron bestiegen hatte, ernannte er Hinzpeter als Geheimen Oberregierungsrat zu seinem Berater. Ab 1904 war Hinzpeter Mitglied des Preußischen Herrenhauses. Wilhelm II. und sein Bruder nahmen am 2. Januar 1908 an der Beerdigung Hinzpeters in Bielefeld teil.

## Bewertung
Baron Ernst Freiherr von Stockmar, Sekretär der Kronprinzessin Victoria, schrieb über ihn: „Ich sehe bei ihm die Neigung, Dinge, die an sich wahr sind, so ins Extreme auszudehnen, dass sie absurd sind!“ Moderne Historiker wie John C. G. Röhl hingegen haben Hinzpeter teils in Schutz genommen: Wilhelm II. habe seinen Erzieher im Rückblick wahrheitswidrig zum „Scheusal“ stilisiert.

## Werke
- Zum 25. Januar 1883, eine Unterhaltung am häuslichen Herd für den Tag der silbernen Hochzeit des Kronprinzlichen Paares; Velhagen und Klasing Bielefeld 1883
- Kaiser Wilhelm II. : eine Skizze nach der Natur gezeichnet. Velhagen & Klasing Bielefeld 1888, 5. Auflage (Digitalisat ULB Münster)